# 胡克爾縣 (內布拉斯加州)
胡克爾縣（英語：Hooker County）是美国內布拉斯加州中西部的一個縣，面積1,869平方公里。根據2020年美國人口普查，共有人口711人。縣治馬倫（Mullen）。該縣成立於1889年3月29日，縣政府成立於4月13日；縣名紀念南北战争時期將領约瑟夫·胡克。